# Wojna szwedzko-rosyjska (1741–1743)
Wojna szwedzko-rosyjska (1741–1743), zwana też wojną kapeluszy – jeden z epizodów wojny o sukcesję austriacką (1740–1748).
Po klęsce Szwecji w wojnie północnej (1700–1721), rządzące w kraju stronnictwo kapeluszy podjęło próbę odzyskania terytoriów utraconych na rzecz Rosji. Działania te inspirowane były przez Francję, zainteresowaną odciągnięciem wojsk rosyjskich z frontu niemieckiego, gdzie udzielały one wydatnego wsparcia wojskom austriackim Marii Teresy.
17 czerwca 1739 w okolicy obecnego Nowogrodu Bobrzańskiego dwóch rosyjskich oficerów, kapitan Kütler i porucznik Lewitzki, na zlecenie marszałka Burkharda Christopha Münnicha schwytali, a następnie zabili szwedzkiego dyplomatę Malcolma Sinclaira, który negocjował zawarcie sojuszu z Imperium Osmańskim przeciwko Rosji. Śmierć Sinclaira spowodowała wzrost nienawiści Szwedów przeciwko Rosji.
8 sierpnia 1741 Szwedzi wypowiedzieli Rosjanom wojnę, wystawiając armię stosunkowo nieliczną (20 000 żołnierzy), lecz pozornie dostateczną wobec rosyjskiego zaangażowania na innych teatrach wojny sukcesyjnej. 3 września 1741 r. w Lappeenranta (Finlandia) doszło do bitwy, w której Szwedzi doznali porażki.
25 listopada 1741 doszło w Rosji do zamachu stanu i zmiany władzy, którą przejęła Elżbieta Piotrowna. Mimo niedawnego rosyjskiego zwycięstwa, dla wzmocnienia swojej pozycji wewnętrznej była ona skłonna do zawarcia kompromisowego pokoju ze Szwedami, jednak ich żądania były zbyt wygórowane.
W reakcji na to wojska rosyjskie pod dowództwem generała Petera von Lacy (1678–1751) w następnym roku wkroczyły do południowej Finlandii i zdobyły bez większego oporu miejscowości Hamina, Porvoo i Hämeenlinna. W sierpniu 1742 udało się Lacy’emu otoczyć w rejonie Helsinek 17-tysięczną armię szwedzką, która wkrótce potem skapitulowała.
W kolejnym roku doszło w Szwecji do buntu chłopów dalekarlijskich, a wojska rosyjskie zajęły Turku (Åbo). W tej sytuacji rząd szwedzki zdecydował się na zawarcie porozumienia pokojowego. 7 sierpnia 1743 w Turku obie strony podpisały traktat pokojowy, na mocy którego Rosjanie uzyskali terytoria na południu Finlandii (Karelia) z twierdzą Olofsborg i miastami Villmanstrand i Fredrikshamn. Cesarzowa Elżbieta wymogła także uznanie przez Riksdag szwedzkim następcą tronu księcia Adolfa Fryderyka ks. Holstein-Gottorp (1710–1771), krewnego późniejszego cara Piotra III, co miało Rosji umożliwić wywieranie wpływu na politykę tego państwa. Zgodnie z rosyjskimi warunkami zmiany panującego dokonano w 1751 roku.